# 탈라간테현
탈라간테현(스페인어: Provincia de Talagante)은 칠레 산티아고 수도주를 구성하는 6개의 현 가운데 하나로 현도는 탈라간테이며 면적은 582.3km2, 인구는 262,665명(2012년 기준), 인구 밀도는 450명/km2이다.